# Мајка
Мајка је типично биолошки или социјални женски родитељ детета (потомка), док се мушки родитељ назива оцем. Материнска љубав представља осећања која мајка гаји према свом детету.
У случају сисара као што су људи, мајка носи своје дете (које се прво назива ембрион а затим фетус) у постељици од зачећа, све док се фетус не развије довољно да би се родио. Мајка се онда порађа. Када се дете роди, мајчине дојке стварају млеко да би се дете хранило.
За бесполне организме, реч мајка се понекад користи у значењу родитељ - предак. У случају једноћелијских организама који се разможавају деобом, мајка је ћелија која се дели да би се створиле ћелије-потомци, „ћелије-кћери“.
Мајке обично имају врло важну улогу у подизању деце, па се мајком назива и жена старија од биолошке мајке која остварује ову улогу. Ово се најчешће дешава у случају усвојиоца или маћехе, жене дететовог оца. Реч се често користи и да би се назвала особа која се стереотипно понаша као мајка.
У многим земљама света мајке се славе на Мајчин дан, док је у Србији за њих везан световно-религиозни празник Материце који се слави две недеље пре Божића. У хришћанству се Девица Марија слави као Мајка Божја. Реч мајка се понекад користи и као име за монахињу - старешину женског манастира.
У савременом друштву, самохрана мајка, (неудата, разведена мајка, мајка удовица и дете) је постао значајан социјални чинилац.

## Мајчинство
Мајчинство је примарна улога жене у породици као што је улога храниоца примарна за мушкарца. Везивање жене уз материнство се објашњава њиховом биолошко - физиолошко полном предодређеношћу да носе дете у својој утроби, да га рађају и да се брину за његово елементарно одржање (дојење), а потом и укупан одгој. Тако се материнство ексклузивно везује уз жену и третира као саморазумљива и природна ствар о којој не може бити дискусије, нити било какве сумње да је свака жена априори подобна мајка. Неизвршавање материнских функција или лоше извршавање према стандардима дате заједнице објашњавало се неким природним недостацима или девијантношћу дотичне женске особе. Материнство је проглашено за универзалну женску друштвену функцију која је трајно везује уз породицу и детерминира њену друштвену позицију.

## Класична студија о материнству
У класичној студији о материнству Ненси Чодоров разматра три аргумента на основу којих се материнство жена објашњава као искључиво женска улога и непроменљив универзални образац женског родитељства. При том ауторка на материнство гледа пре свега као на однос према другом људском бићу који подразумева старање за то биће, те стога материнство дефинише као примарно социо - културну активност.

### Био - еволуциони и функционални аргумент
Пошто мајке, рађају и доје децу оне по „природи” морају бити главни родитељ који ће неговати децу докле год је то детету потребно. Друга врста сличног аргумента каже да су жене примарне родитељице јер су то одувек биле. У оба случаја се претпоставља да је сексуална подела рада у праисторији определила садашње улоге и положаје мушкараца и жена као неизбежне, универзалне и непроменљиве. По мишљењу Ненси Чодоров, аргумент који мајку у сакупљачко - ловачким друштвима праисторије везује стално уз децу није аргумент који би могао да важи за модерно постиндустријско друштво у којима мушкарци не издржавају своје породице тако што сваки дан одлазе у лов, већ тако што седају у кола и одлазе на своја радна места где већи део времена проводе седећи и употребљавајући инструменте и алатке за чије коришћење није потребна никаква физичка снага и спретност.

### Инстинкт као аргумент
Друго објашњење из натуралистичког репертоара јесте да код мајки постоји урођени инстинкт да се старају за малу децу, док код мушкараца тај инстинкт или никада није постојао или је током еволуције сасвим ишчезао. Постојањем инстинкта као аргументом између осталих се служи и психоанализа.

### Социјално - психолошки аргумент
У овом случају се тврди да жене преузимају улогу мајке јер се од момента рођења припремају за ту улогу кроз учење женских улога и идентификацију са женским полом.

### Одбацивање натуралистичких аргумената
Неки теоретичари сматрају да је потребно не само одбацити натуралистичке аргументе када је у питању објашњење материнства као друштвене улоге и односа, већ указати управо на начине на које се испољава његово варијабилно друштвено - културно профилисање. У складу са тим, веома су илустративна два историјска примера.
Први пример је везан за редовну појаву одвајања мајки од детета, одмах по рођењу и препуштању детета дојиљама које доје и негују дете заједно са својом децом све до његове пете или чак седме године живота. Затим се дете као већ одрасло враћа својој биолошкој и социјалној породици на даље васпитавање и старање о њему. Овај обичај се јављао пре свега у богатијим градским породицама у италијанским градовима од почетка ренесансног периода, а потом и у богатијим буржоаским и аристократским породицама у Француској. Француски лекари потпомогнути од стране државе, морали су да уложе велику енергију у пропаганду и убеђивање родитеља, а нарочито мајки да одустану, од такве, по њима веома погрешне праксе и да прихвате дојење малих беба, али и укупно старање око њих као најефикаснији облик заштите од разних болести и превенирања велике смртности одојчади.
Други пример се тиче модерног друштва и грађанске породице са којима долази до наглашавања једне изванредно важне културне улоге од стране жена у породици, а то је старање и вођење дечјег одгоја и кућног васпитања. Нарочито ће у раној грађанској породици бити наглашена ова чисто социо - културна улога материнства кроз појам „моралне мајке” која је задужена да на децу преноси основне моралне и религиозне назоре и захтеве породице и друштвене заједнице. Из аспекта тако дефинисане улоге мајке, може се слободно рећи да материнство поставља темеље развоју друштвене личности појединца.

## Мотивација за материнством
Истраживања указују да постоје многобројни чиниоци који формирају одлуку жене за материнство (биолошки, социјални, психолошки) који нису сасвим препознати или признати. Жене, у зависности од узраста, наводе различите разлоге у корист одлуке да немају дете, нпр. недовољну жељу за материнством, затим жељу да више тога проживе, а у каснијим узрастима и недостатак одговарајућег партнера. Стиче се утисак да савремена жена нема негативан став према материнству, али га привремено види као препреку за остварење других потенцијала и права, попут образовања и развоја каријере. Истраживања показују да родитељство објективно више утиче на пословну сферу живота жене, него мушкарца, што жену доводи у неравноправан положај и у стање унутрашњег конфликта.
Значајна је група теорија и истраживања која истичу психолошку вредност детета за родитеље. По Рејбину суштина мотивације за родитељством лежи у потребама које људи свесно очекују да задовоље родитељством. У том смислу се разликују четири мотива: алтруистички (проста наклоност и жеља за децом, потреба да се она гаје, подижу и да се о њима брине, без очекивања било какве друге користи), фаталистички (продужење врсте је одредница човековог бића и његова судбина), нарцистички (повећање осећања самозадовољства и потврда физичких, биолошких и психолошких потенцијала) и инструментални (деца као средство за постизање одређеног циља). Слично, Хофманови мотив за родитељством сагледавају кроз вредност детета за задовољење психолошких потреба родитеља. Потребе делом формира друштво успостављањем владајућег система вредности. Немају сви исте потребе, нити се оне доживљавају у једнаком степену. Битни фактори који одређују мотивацију за родитељством су: вредносна димензија детета (очекивање да ће дете задовољити психолошке потребе родитеља), могуће алтернативе (могућности задовољења потреба на друге начине), цена детета (све од чега се мора одустати, у материјалном и психолошком смислу или што се мора променити зарад добијања детета), баријере (материјални, здравствени и други чиниоци који стоје на путу реализације родитељства) и олакшавајући фактори. Кроз интеракцију вредности детета са остала четири фактора формира се мотивација за родитељством. Димензије вредности детета су: експанзија селфа (потреба да се кроз дете живот продужи након физичке смрти), приврженост и припадност примарној групи (вредност детета као бедема против имперсонализације модерног друштва, стимулација, новина, забава и узбуђење у животу), креативност и компетентност (потреба за креативним испољавањем), моћ над другима (дете као начин да се утиче на друго људско биће), инструментална вредност (постизање других циљева посредством детета).

## Феминистичка теорија
Актуелни режим материнства производи се државним, медицинским и социјалним мерама, условима рада, успостављањем разлике између продуктивног и непродуктивног рада, те тиме плаћеног и неплаћеног рада, комодификацијом неге, конзумеризмом, развојем и употребом нових технологија, али и производњом одређених вредности у друштву.
У феминистичкој теорији је направљена дистинкција између појма „материнство”, као друштвено - репресивне институције усмерене на одржање патријархалног система и „мајчинство”, као искуства и потенцијално субверзивног односа према биолошкој репродукцији и бризи о деци позициониране изван односа моћи. Међутим и само искуство мајчинства увек је културализовано, политизовано и економизовано променљивим друштвеним факторима.

## Неолиберални режим материнства
У неолибералним условима глобалне кризе, мајке су у једном броју случајева због отпуштања са посла враћене у кућу, док мушкарац обезбеђује средства за живот, што изазива нови талас ретрадиционализације. Овакво стање подржава и идеологија „интензивног мајчинства” истицањем мајке као главне обскрбитељке негом, уз инсистирање да су улога и рад мајке важнији од плаћеног рада.
У локалном контексту, неолиберализам се успоставља константном репродукцијом политичког, економског и друштвеног стања транзиције, које је започето бруталном примитивном акумулацијом капитала, ратом и дезинтеграцијом социјалистичке Југославије. Нови неолиберални режим материнства успостављен је на рушевинама појединих егалитаристичких пракси насталих из почетног револуционарног импулса за стварање нових облика друштвених односа, који су у најрадикалнијим изразима подразумевали тоталну трансформацију породичних односа, промену односа међу половима, дезинтеграцију породице и успостављање модела колективног домаћинства и заједничке одговорности за децу.
Идеолошки, законски и делимично економски, социјалистичка Југославија подржавала је еманципацију жена. Спровођене су бројне мере у вези с правним изједначавањем полова и социјално - здравственом заштитом мајке и детета. Ипак, након номиналног изједначавања права мушкараца и жена и почетног ентузијазма уследио је талас ретрадиционализације. Жене су биле принуђене да се врате улогама у патријархалном домаћинству, док су учеснице у производњи кроз плаћени рад трпеле двоструко оптерећење. У социјализму је доминирао принцип запошљавања за стално, што је омогућавало женама да оду на породиљско одсуство без страха од губитка посла. Здравствена и социјална заштита деце је релативно добро функционисала, а квалитетна храна је била јефтина. Мајка - радница је била у фокусу државне бриге. У социјалистичкој Југославији размишљало се о могућим моделима друштвене солидарности са запосленим мајкама на нивоу поделе трошкова биолошке репродукције. Тражило се њихово уграђивање у пореске системе, систем доприноса и здравственог осигурања, критиковало се одступање од прокламованих вредности, али до покретања шире друштвене акције никада није дошло. Што је још значајније, иако су поједине комунисткиње, чак и функционерке, указивале на овај проблем, модел репресивне патријархалне породице и невидљивог рада у кући никада није стављен у фокус званичне политике и тиме доведен у питање.